# 斯特里特 (伊利諾伊州)
斯特里特（英語：Streator）是一個位於美國伊利諾伊州拉薩爾縣和利文斯頓縣的城市。

## 地理
斯特里特的座標為41°07′15″N 88°50′52″W / 41.12083°N 88.84778°W，而該地的平均海拔高度為189米（即620英尺）。

## 人口
根據2010年美國人口普查的數據，斯特里特的面積為15.81平方千米，當中陸地面積為15.78平方千米，而水域面積為0.03平方千米。當地共有人口13710人，而人口密度為每平方千米867.17人。